# Pipizella siciliana
Pipizella siciliana är en tvåvingeart som beskrevs av Nielsen och Troels Myndel Pedersen 1973. Pipizella siciliana ingår i släktet rotlusblomflugor, och familjen blomflugor.
Artens utbredningsområde är Italien. Inga underarter finns listade i Catalogue of Life.